# Bến Lức (huyện)
Bến Lức là một huyện thuộc tỉnh Long An, Việt Nam.

## Địa lý
Huyện Bến Lức nằm ở phía đông bắc của tỉnh Long An, là cửa ngõ phía bắc của miền Tây Nam Bộ, nằm cách trung tâm Thành phố Hồ Chí Minh khoảng 30 km về hướng tây nam, cách thành phố Tân An khoảng 15 km về hướng đông bắc, có vị trí địa lý:
- Phía đông giáp huyện Cần Giuộc và huyện Bình Chánh, Thành phố Hồ Chí Minh
- Phía tây giáp huyện Thủ Thừa
- Phía nam giáp huyện Cần Đước và huyện Tân Trụ
- Phía bắc giáp huyện Đức Hòa và huyện Đức Huệ.

Theo thống kê năm 2019, huyện có diện tích 287,86 km², dân số là 181.660 người, mật độ dân số đạt 631 người/km².
Huyện Bến Lức là một địa bàn chiến lược về kinh tế và quân sự của thành phố Hồ Chí Minh. Quốc lộ 1 là trục giao thông chính của Quốc gia nối liền địa bàn vùng kinh tế trọng điểm phía Nam với đồng bằng sông Cửu Long đi qua huyện Bến Lức, tạo điều kiện cho phát triển kinh tế, giao lưu văn hoá, tiếp cận nhanh chóng những thông tin mới nhất trong nước, hoà nhập với kinh tế thị trường, phát triển nhiều loại hình dịch vụ, hình thành các điểm trung chuyển hàng hoá giữa miền Tây lên Thành phố Hồ Chí Minh và ngược lại.

### Dân số
Dân số tính đến tháng 5 năm 2015 huyện Bến Lức có 163.100 người. Mật độ dân cư phân bố không đồng đều, chủ yếu dân cư tập trung vào các xã vùng phía Nam (khu vực giáp đường quốc lộ 1 A) với mật độ 880 người/km². Các vùng phía Bắc với diện tích 67,4% nhưng dân số chỉ chiếm có 33,7% và mật độ chỉ có 217 người/km². Mật độ dân cư đông nhất tại thị trấn Bến Lức với mật độ 1.971 người/km² và xã Phước Lợi với mật độ 1.300 người/km².

### Lao động
Đến năm 1997, dân số trong độ tuổi lao động có việc làm 61.303 người, chiếm khoảng 49,5% dân số toàn huyện, trong đó lao động nữ là 31.780 lao động chiếm 51,8%, nguồn lao động chủ yếu là trẻ và khoẻ. Số lao động có trình độ chuyên môn cao rất ít, trên đại học chỉ có 32 người, đại học và cao đẳng có 666 người.
Huyện Bến Lức có rất nhiều tiềm năng cần được phát huy mạnh mẽ hơn nữa trong giai đoạn kế tiếp với những bước đi thích hợp. Trong giai đoạn này lực lượng lao động cần được đào tạo và đào tạo lại tay nghề để nắm vững những thành tựu khoa học kỹ thuật, áp dụng vào trong sản xuất nông nghiệp và công nghiệp.

### Khí hậu
Huyện Bến Lức có khí hậu nhiệt đời gió mùa với nền nhiệt độ cao đều quanh năm. Lượng mưa khá lớn và phân bổ theo mùa. Lượng mưa trung bình hàng năm của huyện là 1.625 mm nhưng phân bổ không đều theo năm. Mưa tập trung từ tháng 5 tới tháng 10 chiếm 85% tổng lượng mưa trong năm. Những tháng còn lại là mùa khô, mưa ít, lượng mưa chiến 15% tổng lượng mưa cả năm. Chế độ mưa tác động mạnh mẽ đến sản xuất nông nghiệp của huyện. Phần lớn huyện Bến Lức sản xuất hai vụ lúa/năm; vụ hè thu sử dụng giống ngắn ngày năng suất cao, vụ đông xuân sản xuất lúa đặc sản.
Tổng số giờ nắng trung bình năm khoảng 2.630 giờ, trung bình ngày 7,2 giờ nắng. Tháng có số giờ nắng cao nhất là tháng 2, tháng 3, khoảng 267 giờ, tháng 8 có số giờ nắng ít nhất khoảng 189 giờ. Nhiệt độ trung bình hàng năm 270C. Độ ẩm không khí trung bình hàng năm 82,79%.
Sông Vàm Cỏ Đông bắt nguồn từ Campuchia chảy ra Biển Đông qua địa phận Bến Lức với chiều dài 21 km, với chiều rộng trung bình 200– 235 m, sâu 11– 12 m. Vào mùa cạn lượng nước trên sông không đáng kể, lưu lượng trung bình chỉ có 11 m3/s, hạ lưu chịu ảnh hưởng mạnh của thủy triều.
Sông Bến Lức nối sông Vàm Cỏ Đông với sông Sài Gòn qua kinh Đôi, rộng 20 – 25 m, sâu 2– 5 m, chịu ảnh hưởng chế độ thủy văn sông Vàm Cỏ Đông. hai con sông trên có giá trị rất lớn về giao thông đối với huyện Bến Lức. Từ Vàm Cỏ Đông tàu thuyền có thể đi ra Biển Đông một cách thuận tiện.
Kênh Thủ Đoàn nối liền sông Vàm Cỏ Đông với sông Vàm Cỏ Tây cùng với mạnh lưới kênh rạch khá dày đặc tạo thành hệ thống thủy lợi và giao thông quan trọng trong sản xuất và lưu thông hàng hoá.

### Tài nguyên đất
Tổng diện tích đất tự nhiên của huyện là 28.579 ha, trong đó đất nông nghiệp chiếm 76,8%, đất ở (bao gồm đất đô thị và dân cư nông thôn) chiếm 2,4%, đất chuyên dùng 5,56%, đất chưa sử dụng là 14,9%. Trên địa bàn huyện Bến Lức có 14 loại đất, chủ yếu là các loại đất phèn, đất phù sa...
- Đất phèn: Với diện tích 15.166,3 ha chiếm 53,4% diện tích toàn huyện, chủ yếu tại các xã Thạnh Hoà, Thạnh Lợi, Tân Hoà, Lương Bình, Bình Đức... Nồng độ độc tố rất cao Cl-, SO-2, Al+3, Fe+3. Muốn sử dụng tốt loại đất này hệ thống kênh mương cần phải hoàn chỉnh và riêng biệt.

- Đất phù sa: Với diện tích 9.867,6 ha chiếm tỷ lệ 34,47% diện tích toàn huyện, chủ yếu tại các xã Mỹ Yên, Phước Lợi, Long Hiệp, Thạnh Phú, Nhựt Chánh. Đất phù sa là loại đất tốt cho năng suất luá cao, đặc sản và nhiều vụ trong năm.

- Đất xám: Chiếm tỷ lệ nhỏ cỡ 2,43%, phân bố ở địa hình cao, thích hợp với cây màu và các cây công nghiệp ngắn ngày.

Nhìn chung, tài nguyên đất của huyện Bến Lức có nhiều điều kiện cho phát triển công nghiệp, nguồn đất chưa sử dụng còn nhiều, địa hình tương đối bằng phẳng, thuận tiện cho san lấp mặt bằng và xây dựng cơ sở hạ tầng.

### Tài nguyên nước
Bến Lức có 2 nguồn nước chính. Nước mặt có được nhờ vào các sông rạch và nước mưa. Lượng mưa hàng năm lớn nhưng lại trùng vào mùa lũ của sông MeKông nên thường xảy ra tình trạng ngập úng. Ngược lại vào mùa khô lượng mưa thấp và nhiễm mặn nên canh tác nông nghiệp gặp nhiều khó khăn. Nguồn nước ngầm được phân bổ ở độ sâu 230– 270 m với hàm lượng sắt cao 4 – 15 mg/lít.

### Tài nguyên rừng
Diện tích rừng hiện nay của huyện Bến Lức khoảng 12 ha, phân bố tại các xã Thạnh Hoà, Lương Bình, Lương Hoà, chủ yếu là tràm và bạch đàn để lấy gỗ.

## Hành chính
Huyện Bến Lức có 14 đơn vị hành chính cấp xã trực thuộc, bao gồm thị trấn Bến Lức (huyện lỵ) và 13 xã: An Thạnh, Bình Đức, Long Hiệp, Lương Bình, Lương Hòa, Mỹ Yên, Nhựt Chánh, Phước Lợi, Tân Bửu, Thạnh Đức, Thạnh Hòa, Thạnh Lợi, Thanh Phú.

## Lịch sử
Năm 1698, Nguyễn Hữu Cảnh vào kinh lược miền Nam, đặt phủ Gia Định, địa bàn Bến Lức nằm trong huyện Tân Bình, dinh Phiên Trấn của phủ này. Thời Minh Mạng, phần lớn diện tích của huyện Bến Lức ngày nay thuộc huyện Tân Long, phủ Tân Bình, tỉnh Gia Định, một phần còn lại thuộc huyện Cửu An, phủ Tân An cùng tỉnh.
Năm 1918, thực dân Pháp lập thành lập tỉnh Chợ Lớn, đất Bến Lức thuộc quận Gò Đen của tỉnh này. Quận Gò Đen còn có tên gọi khác là Trung Quận, phía cách mạng gọi là Trung Huyện.
Ngày 22 tháng 10 năm 1956, chính quyền Việt Nam Cộng hòa thành lập tỉnh Long An trên cơ sở sáp nhập hai tỉnh Chợ Lớn và Tân An. Lúc này, quận Gò Đen bị giải thể, ba tổng: Tân Phong Hạ, Long Hưng Thượng và Long Hưng Trung được sáp nhập vào tỉnh Gia Định, lập thành quận Bình Chánh; riêng tổng Long Hưng Hạ thuộc địa giới tỉnh Long An.
Ngày 24 tháng 4 năm 1957, thành lập quận Bến Lức thuộc tỉnh Long An từ tổng Long Hưng Hạ của quận Gò Đen vừa giải thể và một phần đất quận Thủ Thừa cắt sang. Quận Bến Lức gồm 2 tổng:
- Tổng Long Hưng Hạ có 8 xã: An Thạnh, Long Hiệp, Long Phú, Lương Hòa, Mỹ Yên, Phước Lợi, Tân Bửu, Thanh Hà
- Tổng An Ninh Trung có 4 xã: Bình Chánh, Bình Đức, Bình Nhựt, Thạnh Lợi.
- Quận lỵ đặt tại xã Long Phú.

Sau năm 1975, Bến Lức là huyện thuộc tỉnh Long An, địa giới hành chính các xã cũng được điều chỉnh lại như sau:
- Sáp nhập hai xã Tân Bửu và Thanh Hà thành xã Tân Thanh
- Sáp nhập hai xã Bình Chánh và Bình Nhựt thành xã Nhựt Chánh.

Huyện Bến Lức có 10 xã trực thuộc, bao gồm các xã: An Thạnh, Bình Đức, Long Hiệp, Long Phú, Lương Hòa, Mỹ Yên, Nhựt Chánh, Phước Lợi, Tân Thanh và Thành Lợi.
Ngày 11 tháng 3 năm 1977, Hội đồng Chính phủ ban hành Quyết định số 54-CP. Theo đó, sáp nhập huyện Thủ Thừa với huyện Bến Lức thành huyện Bến Thủ và đến ngày 14 tháng 1 năm 1983, Hội đồng Bộ trưởng ban hành Quyết định 05-HĐBT. Theo đó, chia lại huyện Bến Thủ thành 2 huyện: Bến Lức và Thủ Thừa.
Huyện Bến Lức bao gồm thị trấn Bến Lức và 13 xã: An Thạnh, Bình Đức, Long Hiệp, Lương Bình, Lương Hòa, Mỹ Yên, Nhựt Chánh, Phước Lợi, Tân Bửu, Thạnh Đức, Thạnh Hoà, Thạnh Lợi, Thanh Phú.
Ngày 31 tháng 8 năm 1992, thành lập xã Tân Hòa trên cơ sở một phần diện tích, dân số của 2 xã: Tân Bửu và Lương Hòa.
Ngày 29 tháng 3 năm 2010, Bộ Xây dựng ban hành Quyết định 376/QĐ-BXD công nhận thị trấn Bến Lức là đô thị loại IV.
Ngày 24 tháng 10 năm 2024, Ủy ban Thường vụ Quốc hội ban hành Nghị quyết số 1244/NQ-UBTVQH15 về việc sắp xếp đơn vị hành chính cấp xã của tỉnh Long An giai đoạn 2023–2025 (nghị quyết có hiệu lực từ ngày 1 tháng 12 năm 2024). Theo đó, giải thể xã Tân Hòa để sáp nhập vào 3 xã: An Thạnh, Lương Hòa, Tân Bửu.
Huyện Bến Lức có 1 thị trấn và 13 xã như hiện nay.

## Kinh tế - xã hội
GDP năm 2009 của huyện là 3.300 tỷ VNĐ (tính theo giá cố định năm 1994), đạt tốc độ tăng trưởng là 14% (kế hoạch là 24%) so với cùng kỳ giảm 9,9%; trong đó: khu vực nông - lâm nghiệp (khu vực I) tăng trưởng 2%, khu vực công nghiệp - xây dựng (khu vực II) tăng trưởng 14%, khu vực thương mại - dịch vụ (khu vực III) tăng trưởng 20,8%. Về cơ cấu kinh tế, huyện tiếp tục duy trì tốc độ phát triển và cơ cấu kinh tế theo hướng tăng tỷ trọng ở khu vực II và III và giảm dần tỷ trọng ở khu vực I (khu vực I: 6%, khu vực II: 76,9%, khu vực III: 17,1%).
Về cơ bản, kinh tế huyện được chia thành 2 vùng:
- Vùng phía Nam của huyện với hệ thống giao thông thủy, bộ thuận tiện, có tiềm năng, lợi thế phát triển công nghiệp, thương mại - dịch vụ, dân cư tập trung đông đúc, có nhiều khu đô thị và khu - cụm công nghiệp nên có thể xem đây là địa bàn "động lực" phát triển của huyện.
- Vùng phía Bắc chủ yếu là sản xuất nông nghiệp với các loại cây trồng chủ lực là mía, chanh, thơm... Gần đây, với sự phát triển chung của tỉnh, nhiều khu - cụm công nghiệp mới được hình thành theo trục tỉnh lộ 830, làm cho diện mạo kinh tế vùng này có nhiều thay đổi.

Theo công văn số 4397/CV-UB ngày 25 tháng 11 năm 2002 của Ủy ban Nhân dân tỉnh Long An, huyện Bến Lức được quy hoạch 12 khu công nghiệp, nhiều nhất tỉnh, tổng diện tích khoảng 1.540 ha. Ngày 29 tháng 4 năm 2010, huyện đã tiếp nhận được hơn 16 dự án khu, cụm công nghiệp, đã tiến hành bồi thường và san lấp mặt bằng 1.022 ha, trong đó có 6/9 khu công nghiệp đã triển khai và đi vào động với hơn 833 ha.
Hiện nay trên địa bàn huyện Bến Lức đã và đang hình thành một số khu đô thị mới như khu đô thị The Pearl Riverside, khu đô thị Lago Centro, khu đô thị Bến Lức Dragon Town, khu đô thị Hưng Giang Garden City, khu đô thị Long Hội City, Phúc Long Garden, khu đô thị Long Kim II, khu đô thị Moonlight Villas, khu đô thị Newlife Long Kim, khu đô thị Phúc Giang, khu đô thị Sun City Long An, khu đô thị Thanh Yến Residence, khu đô thị Trần Anh Riverside, khu đô thị Waterpoint..., Với chủ đầu tư Nam Long nên mật độ phủ sống và kéo người dân về khi này khá cao. dự kiến dự án Waterpoint Bến Lức sẽ hoàn thành các khu còn lại vào 2030. phù hợp để những người có nhu cầu và biến nhà dễ sữ dụng quay trở lại

### Y tế
Huyện Bến Lức có bệnh viện huyện Bến Lức, bệnh viện bao gồm các khoa: Hồi sức Cấp cứu, Ngoại, Sản, Nội - Nhi, Nhiễm, Y học cổ truyền, Dược, Xét nghiệm, Chẩn đoán hình ảnh, Vệ sinh an toàn thực phẩm, Y tế công cộng, Phòng chống dịch bệnh. Bệnh viện cũng quản lý 15 trạm y tế của các xã, thị trấn trực thuộc.
Năm 2008, tỉnh Long An triển khai Dự án phát triển y tế cơ sở. Theo đó, tỉnh sẽ xây 13 bệnh viện (BV) ở tuyến huyện (có 2 BV khu vực) với gần 1.800 giường bệnh. Bệnh viện Đa khoa Bến Lức là một trong số đó.

## Giao thông
Có quốc lộ 1A, quốc lộ N2, đường cao tốc Bến Lức – Long Thành và đường cao tốc Thành phố Hồ Chí Minh – Trung Lương đi qua. Ngoài ra còn có dự án đường vành đai 3 vùng đô thị TP.HCM đi qua đang được xây dựng.
Ngoài các tuyến đường hiện hữu, theo quy hoạch đã được duyệt, huyện Bến Lức sẽ đầu tư nâng cấp và xây dựng mới nhiều tuyến đường, trong đó tập trung chủ yếu là khu vực Bắc. Đặc biệt là tuyến quốc lộ 14 nối dài (đường Hồ Chí Minh) sẽ đi qua khu vực này. Bên cạnh đó, từ thị trấn Bến Lức qua các xã hữu ngạn sông Vàm Cỏ sẽ xây dựng mới đường hương lộ 1 ở tả ngạn sẽ xây dựng mới đường Rạch Tre - Tân Nhựt, An Thạnh - Tân Bửu. Từ các tuyến đường này sẽ xây dựng mới một số đường liên xã kết nối trong khu vực. Khu vực phía Nam nâng cấp các đường huyện hiện hữu nối từ quốc lộ 1 vào các khu công nghiệp. Đặc biệt là hương lộ 8 đi từ Chợ Đệm (huyện Bình Chánh) qua Tân Bửu về Bến Lức sẽ được nâng cấp mở rộng lên 4 làn xe. Đây là đường song hành với quốc lộ 1 đi qua cụm công nghiệp khu vực phía Bắc quốc lộ của huyện.

## Danh nhân
- Luật sư Nguyễn Hữu Thọ - Nguyên Quyền Chủ tịch nước CHXHCN Việt Nam, Nguyên Chủ tịch Quốc hội nước CHXHCNVN
- Chính trị gia Võ Thị Thắng - Nguyên Tổng cục trưởng Tổng cục Du lịch, nổi tiếng với bức ảnh "Nụ cười chiến thắng".
- Phạm Văn Dỹ (sinh năm 1958) là một sĩ quan cấp cao trong Quân đội nhân dân Việt Nam, hàm Trung tướng, nguyên Bí thư Đảng ủy, Chính ủy Quân khu 7.
- Nguyễn Trung Trực (chữ Hán: 阮忠直; 1838  – 1868) là thủ lĩnh phong trào khởi nghĩa chống Phápvào nửa cuối thế kỷ 19 ở Nam Bộ, Việt Nam.
- Nguyễn Chí Dũng Quên Quán Xã Thanh Phú Huyện Bến Lức Tỉnh Long An, Ông là Con Trai Của Cụ Nguyễn Văn Siêu ( Nhà Hoạt Động Cách Mạng ) .Ông Nguyễn Chí Dũng là Thiếu tướng Công an nhân dân Việt Nam. Ông từng giữ chức vụ Phó tổng cục trưởng Tổng cục An ninh 2, Bộ Công an Việt Nam(2010-2014); Giám đốc Công an Thành phố Hồ Chí Minh (2002-2010)
- Nguyễn Văn Được (sinh ngày 3 tháng 4 năm 1968) là một chính khách người Việt Nam. Ông hiện là Ủy viên Ban Chấp hành Trung ương Đảng Cộng sản Việt Nam khóa XIII, Bí thư Tỉnh ủy Long An nhiệm kỳ 2020-2025
- Phạm Thanh Phong 5/1996-8/1998 uỷ viên Trung ương Đảng Bí thư Tỉnh ủy Long An.